# Miloš Beleslin
Miloš Beleslin, cyr. Милош Белеслин (ur. 8 września 1901 w Sereg, zm. 7 marca 1984 w Nowym Sadzie) – serbski piłkarz występujący na pozycji obrońcy.

## Kariera
Beleslin karierę zawodniczą rozpoczął w Szegedi AK. W 1928 roku został piłkarzem SAND Subotica. Po 2 latach gry w tym klubie odszedł do lokalnego rywala, ŽAK Subotica.
W reprezentacji Jugosławii wystąpił 8 razy i zdobył 1 gola – debiutował 8 kwietnia 1928 roku w meczu przeciwko Turcji (2:1).

### Mecze w reprezentacji[1]
| L.p. | Przeciwnik     | Data                 | Miejsce   | Wynik | Gol |
| ---- | -------------- | -------------------- | --------- | ----- | --- |
| 1    | Turcja         | 8 kwietnia 1928      | Zagrzeb   | 2:1   |     |
| 2    | Czechosłowacja | 28 października 1928 | Praga     | 7:1   | 65' |
| 3    | Rumunia        | 10 maja 1929         | Bukareszt | 2:3   |     |
| 4    | Francja        | 19 maja 1929         | Colombes  | 1:3   |     |
| 5    | Czechosłowacja | 28 czerwca 1929      | Zagrzeb   | 3:3   |     |
| 6    | Czechosłowacja | 28 października 1929 | Praga     | 4:3   |     |
| 7    | Bułgaria       | 13 kwietnia 1930     | Belgrad   | 6:1   |     |
| 8    | Rumunia        | 4 maja 1930          | Belgrad   | 2:1   |     |